# Michail Wladimirowitsch Pronitschew
Michail Wladimirowitsch Pronitschew (russisch Михаил Владимирович Проничев; engl. Transkription: Mikhail Pronichev; * 22. Februar 1968 in Moskau, Sowjetunion) ist ein ehemaliger russischer Fußballspieler.

## Sportliche Laufbahn
Der in Moskau geborene Pronitschew hatte erste Berührungspunkte zum Männerfußball bei Spartak Moskau. In der Reserverunde der Wysschaja Liga, genannt Высшая лига Дубль, spielte er als Teenager 1984 und 1985 für den renommierten Hauptstadtclub 23 Partien, in denen die Offensivkraft ein Tor erzielte. Mitte und Ende der 1980er-Jahre folgten unter anderem Stationen bei Spartak Kostroma, SK EShVSM Moskau und Krasnaja Presnja Moskau.
In der letzten eigenständigen Saison des ostdeutschen Fußballs spielte der von Lokomotive Moskau gekommene Stürmer für den zwischenzeitlich als FC Berlin firmierenden DDR-Rekordmeister BFC Dynamo. In der UdSSR hatte Pronitschew in der im Kalenderjahr 1990 ausgetragenen Zweitligasaison für Lok Moskau in drei Spielen einmal – beim Auswärtsspiel gegen Nistru Chișinău am 26. April 1990 – getroffen. In der sowjetischen Eliteklasse konnte er in der 1989er-Spielzeit sechs Einsätze ohne eigenen Treffer für Lokomotive verbuchen. Im Sowjetischen Pokal stand Pronitschew mit der Lok-Elf im Wettbewerb 1989/90 im Finale, aber das Endspiel am 2. Mai 1990 ging für den in der 60. Minute eingewechselten Angreifer und sein Team mit 1:6 gegen Dynamo Kiew verloren.
Sein Oberligadebüt gab der damals 22-jährige Sowjetbürger nach seinem Wechsel in Richtung Westen am 3. Spieltag der Saison 1990/91 in der höchsten Spielklasse der wenige Wochen später mit der Bundesrepublik wiedervereinigten DDR. Dabei verlor sein Team aus Ost-Berlin am 1. September 1990 gegen den amtierenden Meister Dynamo Dresden in der Elbestadt mit 1:4. Seinen einzigen Treffer in der finalen Oberligaspielzeit erzielte der sowjetische Angreifer am 10. Spieltag zum 4:1-Endstand beim Auswärtssieg der Berliner gegen den FC Sachsen Leipzig.
Den Sprung in den bezahlten Fußball schaffte er mit den Weinroten aus Hohenschönhausen nicht und musste daher mit seinem Verein im Sommer 1991 den Weg in die drittklassige Amateur-Oberliga antreten. Dort half die nach Auflösung der Sowjetunion unter russischer Flagge agierende Offensivkraft 1991/92 mit 13 Toren beim Staffelsieg des FC Berlin mit, aber der Aufstieg in die 2. Bundesliga gelang den Berlinern weder in diesem noch in den beiden folgenden Spieljahren.
Nach der Ligenreform im deutschen Fußball vom Sommer 1994 ging Pronitschew nunmehr in der neuen dritten Spielklasse, der wiedereingeführten Regionalliga, auf Torejagd, wobei in der Saison 1994/95 für ihn keine Einsätze im Trikot des BFC-Nachfolgers und -Vorgängers nachgewiesen sind. Ein Jahr vor seinem Karriereende im Sommer 1998 wechselte der Stürmer 1997 innerhalb Berlins vom FC Berlin zum TuS Makkabi Berlin.

## Trivia
Sein 1997 in Berlin geborener Sohn Maximilian ist ebenfalls Fußballprofi.